# Blazer

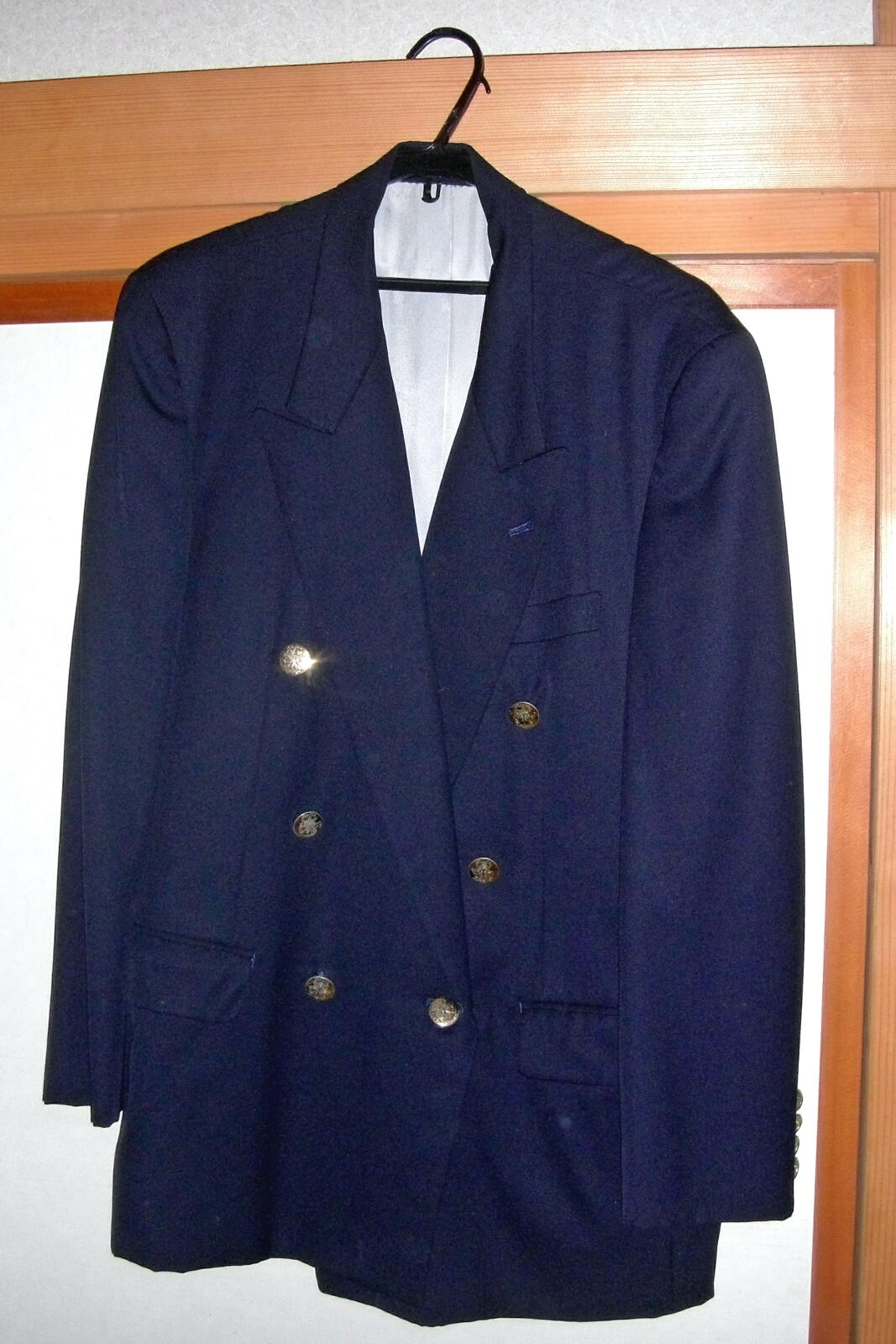
Un blazer da uomo

Il blazer è una giacca sportiva di lana blu, con bottoni di metallo e taschino, su cui può essere applicato il monogramma della persona che lo porta, oppure uno stemma. 
Il primo vero Navy Blazer, come venne battezzato, fu creato nel 1873 per l'equipaggio della fregata britannica HMS Blazer, in occasione della visita della Regina Vittoria. Sua Maestà apprezzò a tal punto l'eleganza della giacca, da decretarne la messa in uso per tutti gli equipaggi della Royal Navy. Non è un caso infatti che la ditta Gieves & Hawkes, tradizionale confezionatrice di divise per la marina, sia tuttora un'autorità in questioni di blazer.
Dall'uso militare, il blazer passò nel XIX secolo a divisa ufficiale indossata dai membri dei circoli di canottieri d'Inghilterra. Si diffuse poi nel resto del mondo fino a diventare d'uso comune, formale e informale.
Tra i personaggi celebri che ne hanno fatto un tratto del loro stile ci fu Gianni Agnelli che adorava indossare il blazer sopra ai blue jeans stirati con la piega e i mocassini da guida con i chiodini.